# Florian Barket
Florian Barket, né le 2 janvier 1996 à Nouméa, est un coureur cycliste français. 

## Biographie
Né à Nouméa en Nouvelle-Calédonie et originaire de Bourail , Florian Barket commence à pratiquer le cyclisme dès l'âge de six ans, au sein du club local CMO La Foa. Il commence ensuite à courir en métropole à la fin de sa première année cadet, à quinze ans, et s'installe à Rennes,.
Chez les juniors, il s'illustre lors de l'année 2014 en obtenant une dizaine de victoires, dont notamment l'étape en ligne du Trophée Sébaco, qu'il termine à la deuxième place. Aux championnats de France sur piste, il obtient deux médailles : une en argent en poursuite par équipes, et une autre en bronze sur la course à l'américaine.
Il fait ensuite ses débuts espoirs en 2015 au sein de l'UC Nantes Atlantique, qui évolue en division nationale 1. En 2016, il termine huitième du Souvenir Louison-Bobet et dixième du Tour de Nouvelle-Calédonie.
En 2017, le coureur calédonien rejoint l'équipe Côtes d'Armor-Marie Morin. Avec elle, il remporte une étape et le classement général du Grand Prix du développement durable et solidaire, en Martinique. En métropole, il réalise plusieurs tops 10, notamment au Grand Prix de la Saint-Laurent espoirs (5e). Au mois d'octobre, il gagne les deux épreuves chronométrées du Tour de Nouvelle-Calédonie et termine septième du classement général. Ce tour est marqué par le décès de son équipier Mathieu Riebel.
Pour la saison 2018, Florian Barket signe avec le Vélo Club Villefranche Beaujolais, en division nationale 2. Il y remporte avec son équipe la Coupe de France de France de division nationale 2 leur permettant l'accès à la division nationale 1. En fin d'année, il est désigné meilleur combatif du Tour de Nouvelle-Calédonie où il finit huitième du général.

## Palmarès sur route
| - 2013 - Tour du Bocage Mayennais : - Classement général - 2e étape - Grand Prix de L'Hermitage - Grand Prix de Locminé - 2014 - Champion d'Ille-et-Vilaine juniors - Grand Prix de la Jeunesse Guipry-Messac : - Classement général - 1re étape (contre-la-montre individuelle) - 2e étape du Trophée Sébaco - 2e du Trophée Sébaco - 2016 - 1reb étape du Tour de Nouvelle-Calédonie (contre-la-montre par équipes) - 2017 - Grand Prix du Développement Durable et Solidaire : - Classement général - 3ea étape - 1reb et 7eb étapes du Tour de Nouvelle-Calédonie (contre-la-montre) | - 2019 - 3ea étape du Grand Prix Caron (contre-la-montre) - 2e étape du Tour Cycliste Antenne Réunion - 2020 - 1re étape du Grand Prix de la CTM - 2021 - Grand Prix du Marin (contre-la montre) - Grand Prix du François - 2022 - Champion de Nouvelle-Calédonie de contre-la-montre - 2023 - Vainqueur du Tour de Nouvelle-Calédonie - Classement général - 3e et 5e étapes - Champion de Nouvelle-Calédonie de contre-la-montre - Champion de Nouvelle-Calédonie de course en ligne - 2e du Tour de Tahiti |

## Palmarès sur piste

### Championnats de France
| - 2014 - 2e de la poursuite par équipes juniors - 3e de l'américaine juniors | - 2017 - 3e de la poursuite par équipes |